# Black Night
"Black Night" é uma canção da banda britânica de Rock Deep Purple, primeiramente lançada em um single em junho de 1970 e depois incluída na versão do Aniversário de 25 anos do álbum In Rock. Se tornou um hit após seu lançamento, alcançando o top 10 das paradas musicais de vários países, sendo um dos maiores hits da banda.

## Desempenho nas paradas
| Ano  | Parada musical                              | Posição |
| ---- | ------------------------------------------- | ------- |
| 1970 | Reino Unido (UK Singles Chart)              | 2       |
| 1970 | Alemanha (GfK Entertainment Charts)         | 2       |
| 1970 | Suíça (Schweizer Hitparade)                 | 1       |
| 1970 | África do Sul (South África Singles Charts) | 6       |
| 1970 | Irlanda (Ireland Singles Chart)             | 4       |
| 1970 | Brasil (Guanabara)                          | 6       |
| 1970 | Estados Unidos (Billboard Hot 100)          | 66      |
| 1970 | Canadá (Canadian Singles Chart)             | 67      |
| 1971 | Austrália (ARIA Charts)                     | 14      |